# ۱۸۴۸
۱۸۴۸ (میلادی) هزار و هشتصد و چهل و هشتمین سال تقویم میلادی است.

## رویدادها
- پایان کار محمد شاه قاجار و آغاز سلطنت ناصرالدین شاه.
- جنبش‌های ۱۸۴۸، انقلاب‌های اروپا در ۱۸۴۸

## زادروزها
- ۱۹ اوت - گوستاو کایبوت، نقاش دریافتگرای فرانسوی.
- گوتلوب فرگه، ریاضی‌دان، منطق‌دان، و فیلسوف برجستهٔ آلمانی
- ۱۸ فوریه – لوئیس کامفرت تیفانی، هنرمند آمریکایی (د. ۱۹۳۳)
- ۱۸ ژوئیه – وی گ گریس، بازیکن کریکت بریتانیایی (د. ۱۹۱۵)
- ۸ نوامبر – گوتلوب فرگه، ریاضی‌دان و فیلسوف آلمانی (د. ۱۹۲۵)
- ۶ دسامبر – ادوارد توماس هنری هاتون، نظامی اهل بریتانیا (د. ۱۹۲۳)
- ۶ دسامبر – یوهان پالیسا، ستاره‌شناس اتریشی (د. ۱۹۲۵)

## درگذشت‌ها
- ۱۹ دسامبر - امیلی برونته نویسنده و شاعر انگلیسی
- ۲۳ فوریه – جان کوئینسی آدامز، سیاست‌مدار، وکیل، و دیپلمات آمریکایی (ز. ۱۷۶۷)
- ۸ آوریل – گائتانو دونیزتی، آهنگساز ایتالیایی (ز. ۱۷۹۷)
- ۲۵ مه – آنت فن درسته-هولسهوف، نویسنده، شاعر، و آهنگساز آلمانی (ز. ۱۷۹۷)
- ۴ ژوئیه – فرانسوا-رنه دو شاتوبریان، نویسنده، سیاست‌مدار، و دیپلمات فرانسوی (ز. ۱۷۶۸)
- ۷ اوت – یاکوب برسلیوس، شیمی‌دان سوئدی (ز. ۱۷۷۹)
- شاعر پارسی گوی بلوچ، ناطق مکرانی